# بهرام افشاری
بهرام افشاری (زادهٔ ۶ خرداد ۱۳۶۶) در همدان، بازیگر و کارگردان ایرانی است. وی دانش‌آموختهٔ رشتهٔ بازیگری از دانشگاه آزاد تهران است. نخستین حضور وی در تلویزیون با مجموعهٔ خانه اجاره‌ای (۱۳۹۰) بود. او با حضور در فصل پنجم، ششم و هفتم مجموعهٔ پایتخت با شخصیت بهتاش فریبا به شهرت رسید و برندهٔ جایزه حافظ بهترین بازیگر مرد کمدی شد. او در فیلم‌های لانتوری (۱۳۹۵) و کارگر ساده نیازمندیم (۱۳۹۶) حضور یافته و نقش اصلی فیلم‌های چشم‌وگوش‌بسته (۱۳۹۷)، رحمان ۱۴۰۰(۱۳۹۷)، سگ‌بند (۱۴۰۰)، فسیل (۱۴۰۱) و هفتاد سی (۱۴۰۳) را بازی کرده است. افشاری همچنین کارگردانی هفتاد سی را برعهده داشته است که پرفروش‌ترین فیلم سینمای ایران در سال ۱۴۰۳ و تاریخ سینمای ایران بوده است.

## اوایل زندگی
بهرام افشاری در ۶ خرداد ۱۳۶۶ در همدان به دنیا آمد. پدر و مادرش در زمان کودکی او از هم جدا شدند؛ او در این مورد گفت:
مادرم زمانی که من دو سالم بود مرا به همراه پدرم رها کرد و رفت. پدرم هم بعد از مدتی بیمار شد و من دوران کودکی خود را بیشتر اوقات در بیمارستان و صرف مراقبت از پدرم کردم.— 
 او از کودکی به بازیگری علاقه داشت و در تئاتر همدان به روی صحنه رفت. او در ۲۲ سالگی برای پیشرفت به تهران رفت و بازیگری را به‌طور حرفه‌ای در کلاس‌های حمید سمندریان آموخت. افشاری پس از آن وارد کار در تئاتر شد. او دانش‌آموخته رشته ساخت و تولید از هنرستان و دارای لیسانس بازیگری از دانشگاه آزاد تهران است.

## فیلم‌شناسی

### سینما
| سال  | عنوان                | نقش                 | کارگردان           | یادداشت         |
| ---- | -------------------- | ------------------- | ------------------ | --------------- |
| ۱۴۰۲ | مرد عینکی            | حلیم رایگان         | کریم امینی         |                 |
| ۱۴۰۲ | هفتاد سی             | برات امینی          | بهرام افشاری       | همچنین طراح قصه |
| ۱۴۰۲ | سال گربه             | جهانگیر غزنوی       | مصطفی تقی‌زاده      |                 |
| ۱۳۹۹ | فسیل                 | اسماعیل عمویی (اسی) | کریم امینی         |                 |
| ۱۳۹۹ | صحنه‌زنی              | اسد                 | علیرضا صمدی        |                 |
| ۱۳۹۹ | بعد از اتفاق         |                     | پوریا حیدری اوره   |                 |
| ۱۳۹۷ | چشم و گوش بسته       | سعید غلامی          | فرزاد مؤتمن        |                 |
| ۱۳۹۷ | رحمان ۱۴۰۰           | انوش                | منوچهر هادی        |                 |
| ۱۳۹۸ | سگ‌بند                | فرزاد عیاران        | مهران احمدی        |                 |
| ۱۳۹۶ | آقای سانسور          | شهرام فرعی          | علی جبارزاده       |                 |
| ۱۳۹۵ | نیوکاسل              | ابی                 | محسن قصابیان       |                 |
| ۱۳۹۴ | کارگر ساده نیازمندیم | قدم                 | منوچهر هادی        |                 |
| ۱۳۹۴ | لانتوری              | بهرام               | رضا درمیشیان       |                 |
| ۱۳۹۳ | ایران برگر           | پنجشنبه             | مسعود جعفری جوزانی |                 |
| ۱۳۹۲ | عصبانی نیستم         | مرد املاکی          | رضا درمیشیان       |                 |

### تلویزیون
| سال  | عنوان        | نقش               | کارگردان                     | یادداشت |
| ---- | ------------ | ----------------- | ---------------------------- | ------- |
| ۱۴۰۴ | پایتخت ۷     | بهتاش فریبا       | سیروس مقدم                   |         |
| ۱۳۹۹ | پایتخت ۶     | بهتاش فریبا       | سیروس مقدم                   |         |
| ۱۳۹۸ | شرایط خاص    | منوچهر شانه به سر | وحید امیرخانی                |         |
| ۱۳۹۷ | پایتخت ۵     | بهتاش فریبا       | سیروس مقدم                   |         |
| ۱۳۹۶ | علی‌البدل     | هرمز              | سیروس مقدم                   |         |
| ۱۳۹۶ | هزارداستان   | مجری              | مریم نوابی‌نژاد               |         |
| ۱۳۹۴ | آسمان من     | فرید              | محمدرضا آهنج                 |         |
| ۱۳۹۲ | پایتخت ۲     | شیرافکن فریبا     | سیروس مقدم                   |         |
| ۱۳۹۰ | خانه اجاره‌ای | فروشنده ماهواره   | رامین ناصر نصیر، شاهد احمدلو |         |

### نمایش خانگی
| سال  | عنوان     | سمت           | نقش            | کارگردان           |
| ---- | --------- | ------------- | -------------- | ------------------ |
| ۱۴۰۳ | اجل معلق  | طراح فیلمنامه |                | عادل تبریزی        |
| ۱۴۰۱ | نیوکمپ    | طراح فیلمنامه |                | منوچهر هادی        |
| ۱۴۰۱ | راز بقا   | بازیگر        | رحیم تیمسار    | سعید آقاخانی       |
| ۱۴۰۰ | میدان سرخ | بازیگر        | پیام مکین      | ابراهیم ابراهیمیان |
| ۱۳۹۸ | دل        | بازیگر        | فاراب سهراب‌پور | منوچهر هادی        |

### کارگردانی
| سال        | نام                      | تهیه‌کننده           | توضیحات      |
| ---------- | ------------------------ | ------------------- | ------------ |
| ۱۴۰۲       | هفتاد سی                 | سید ابراهیم عامریان | فیلم سینمایی |
| ۱۴۰۲       | خانهٔ خاکستری             | سید ابراهیم عامریان | فیلم کوتاه‌   |
| ۱۳۹۷-اکنون | چه کسی جوجه تیغی را کشت؟ | محمد قدس            | تئاتر        |
| ۱۳۹۴-۱۳۹۷  | جوجه تیغی                | محمد قدس            | تئاتر        |

### فیلم کوتاه
| سال  | نام فیلم   | کارگردان  |
| ---- | ---------- | --------- |
| ۱۳۹۳ | تولد مامان | مرتضی شمس |

## جوایز و نامزدی‌ها
| سال  | مراسم                                  | جایزه                        | عنوان                | نتیجه    | منبع   |
| ---- | -------------------------------------- | ---------------------------- | -------------------- | -------- | ------ |
| ۱۳۹۶ | یازدهمین جشن انجمن منتقدان و نویسندگان | بهترین بازیگر نقش مکمل مرد   | کارگر ساده نیازمندیم | نامزدشده | [ ۸ ]  |
| ۱۳۹۶ | ششمین دوره جشنواره بین‌المللی فیلم شهر  | بهترین بازیگر مرد            | کارگر ساده نیازمندیم | نامزدشده | [ ۹ ]  |
| ۱۳۹۶ | هفدهمین جشن حافظ                       | بهترین بازیگر مرد کمدی       | علی‌البدل             | نامزدشده | [ ۱۰ ] |
| ۱۳۹۷ | هجدهمین جشن حافظ                       | تندیس بهترین بازیگر مرد کمدی | پایتخت ۵             | برنده    | [ ۱۱ ] |
| ۱۳۹۷ | نوزدهمین دوره جشن بزرگ سینمای ایران    | بهترین بازیگر نقش مکمل مرد   | لانتوری              | نامزدشده |        |
| ۱۴۰۲ | بیست و سومین جشن حافظ                  | بهترین بازیگر مرد            | فسیل                 | پیروز    | [ ۱۲ ] |